# Hyacinthe Dejardin
Hyacinthe Dejardin, né en 1820 à Braives et mort le 13 octobre 1875 à Liège, est un architecte belge. Il est aussi professeur d'architecture de 1868 à 1875 à l'Académie royale des beaux-arts de Liège.

## Biographie
Né en 1820 à Braives, Hyacinthe Dejardin est le fils de Godefroid Dejardin et Marie Josephe Beauduin. Il fait ses humanités au collège communal de Liège, achevant sa rhétorique latine en 1839, et « emportant avec lui, de tous ses professeurs, les témoignages les plus flatteurs d'une aptitude sérieuse aux études classiques, d'un zèle et d'une activité qui ne s'était jamais démentie ».
Son intérêt pour l'Antiquité l'oriente vers l'étude de l'architecture. Sur recommandation d'Eugène Laurent Renard, professeur d'archéologie et d'histoire de l'art à l'Académie royale des beaux-arts de Liège, il s'y inscrit en avril 1839 aux cours d'architecture de Julien-Étienne Rémont. Il complète ses études artistiques architecturales en août 1845 et il est « proclamé, aux applaudissements du jury, lauréat du concours de composition architecturale ».
Peu après la fin de ses études, il accompagne son maître Julien-Étienne Rémont qui doit se rendre à Paris pour plusieurs semaines. En 1847, il voyage pendant près d'une année entière pour compléter ses études, visitant la France, le Piémont, la Toscane, les États romains, les Deux-Siciles, la Lombardie et une partie de l'Allemagne,.
Il est l'architecte de l'Église Sainte-Véronique de Liège, construite de 1845 à 1848,, mais aussi de l'École normale de Liège. La retraite de Julien-Étienne Rémont en 1868 lui ouvre les portes de l'Académie royale des beaux-arts de Liège, où il remplace son maître en tant que professeur d'architecture,. « Esprit méthodique et scrupuleux, il ne consentait à l'admission définitive d'une mesure que lorsque l'expérience lui en avait démontré la valeur et l'efficacité. Il inspirait d'ailleurs l'assiduité à ses élèves par le désir de s'instruire qu'il faisait naitre en eux ».
Il décède le 13 octobre 1875 à Liège,,.

## Prix et distinctions
- Chevalier de l'ordre de Léopold[1].